# Conferencia de Seelisberg
La Conferencia de Seelisberg fue un encuentro entre cristianos y judíos celebrado en la localidad suiza de Seelisberg en 1947 del que salió un documento en forma de decálogo en el que se revisó el tratamiento teológico que la Iglesia católica daba al judaísmo. Fue el primer paso para poner fin al secular antijudaísmo cristiano que culminó con la aprobación en 1965 por el Concilio Vaticano II de la declaración Nostra aetate que recogió lo fundamental de las propuestas del grupo de Seelisberg, encabezado por el teólogo católico Jacques Maritain y el judío francés Jules Isaac, que había perdido a toda su familia en el Holocausto.

## Antecedentes
Al conocerse los horrores del Holocausto tras el final de la Segunda Guerra Mundial, algunos sacerdotes, teólogos y laicos católicos promueven la revisión del tratamiento teológico que la Iglesia daba al judaísmo, que ya se había planteado en el periodo de entreguerras —especialmente por el teólogo francés Jacques Maritain— como reacción al antisemitismo nazi. En esta toma de conciencia desempeña un papel muy importante el judío francés Jules Isaac, cuya familia fue víctima del genocidio nazi. Éste denuncia que el origen del antisemitismo se encuentra en el antijudaísmo cristiano y su "enseñanza del desprecio" hacia los judíos, el pueblo deicida según el cristianismo, por lo que el antisemitismo nazi no hizo sino "reanudar y llevar a su punto de perfección una tradición.. de odio y desprecio".

## Desarrollo
En 1947 Isaac y Maritain, entre otros, organizaron la conferencia de Seelisberg de la que salió un decálogo de propuestas de revisión de la doctrina católica respecto del judaísmo. Después de recordar el tronco común de cristianismo y judaísmo —el Antiguo Testamento— y señalar que Jesús, la Virgen y los apóstoles eran judíos, se afirmaba que no podía responsabilizarse "sólo" a los judíos de la muerte de Cristo, pues "fue a causa de la humanidad entera", por lo que se rechazaba la idea de que el pueblo judío estuviera maldito y fuera condenado por Dios al sufrimiento.
Este es el texto de la declaración que hicieron pública los representantes cristianos en la conferencia de Seelisberg (traducida del inglés):

Recientemente hemos sido testigos de una explosión de antisemitismo que ha llevado a la persecución y el exterminio de millones de judíos. A pesar de la catástrofe que ha superado tanto a los perseguidos como a los perseguidores, y que ha puesto de manifiesto la magnitud del problema judío en toda su alarmante gravedad y urgencia, el antisemitismo no ha perdido nada de su fuerza, sino que amenaza con extenderse a otras regiones, con envenenar la mente de los cristianos y con involucrar a la humanidad cada vez más en una culpa profunda con consecuencias desastrosas.

Las Iglesias cristianas siempre han afirmado efectivamente el carácter anticristiano del antisemitismo, como todas las formas de odio racial, pero esto no ha sido suficiente para evitar la manifestación entre los cristianos, en diversas formas, de un odio racial indiscriminado hacia los judíos, como pueblo.

Esto hubiera sido imposible si todos los cristianos hubieran sido fieles a la enseñanza de Jesucristo sobre la misericordia de Dios y el amor al prójimo. Pero esta fidelidad también debe incluir la voluntad lúcida para evitar cualquier exposición y concepción del mensaje cristiano que apoyara el antisemitismo bajo cualquier forma. Hay que reconocer, lamentablemente, que este deseo a menudo ha faltado.

Por lo tanto, nos dirigimos a las Iglesias para llamar su atención sobre esta situación alarmante. Tenemos la firme esperanza de que van a estar preocupadas en mostrar a sus miembros cómo prevenir cualquier animosidad hacia los judíos que pudiera derivarse de las exposiciones o concepciones falsas, inadecuadas o erróneas de la enseñanza y la predicación de la doctrina cristiana, y como promover por otra parte el amor fraterno para con el duramente probado pueblo de la Antigua Alianza.

Nada parece más adecuado para contribuir a este feliz resultado que los siguientes:

DIEZ PUNTOS

1.Recuerde que un Solo Dios nos habla a través del Antiguo y del Nuevo Testamento.

2.Recuerde que Jesús nació de una madre judía de la descendencia de David y del pueblo de Israel, y que Su amor eterno y el perdón abarcan a Su propio pueblo y al mundo entero.

3.Recuerde que los primeros discípulos, los apóstoles y los primeros mártires eran Judíos.

4.Recuerde que el mandamiento fundamental del cristianismo, amar a Dios y al prójimo, ya proclamado en el Antiguo Testamento y confirmado por Jesús, es obligatorio para los cristianos y los judíos en todas las relaciones humanas, sin excepción alguna.

5.Evite distorsionar o tergiversar el judaísmo bíblico o post-bíblico con el objeto de ensalzar el cristianismo.

6.Evite el uso de la palabra judíos en el sentido exclusivo de los enemigos de Jesús, y las palabras «los enemigos de Jesús» para designar a todo el pueblo judío.

7.Evite presentar la Pasión de tal manera que se provoque el odio por el asesinato de Jesús a todos los Judíos o solo a los Judíos. Fue sólo una parte de los Judíos en Jerusalén la que pidió la muerte de Jesús, y el mensaje cristiano ha sido siempre que se trataba de los pecados de la humanidad que eran ejemplificados por los de los Judíos y que fueron los pecados de todos los que llevaron a Cristo a la Cruz.

8.Evite referirse a las maldiciones bíblicas, o al grito de una turba furiosa: "Su sangre sea sobre nosotros y sobre nuestros hijos", sin recordar que este grito no debe contar frente a las palabras infinitamente más poderosas de nuestro Señor: "Padre, perdónalos porque no no saben lo que hacen".

9.Evite la promoción de la idea supersticiosa de que el pueblo judío es réprobo y maldito, reservado para un destino de sufrimiento.

10.Evite hablar de los judíos como si los primeros miembros de la Iglesia no hubieran sido judíos.

Hacemos las siguientes sugerencias prácticas:

La introducción o el desarrollo en la escuela y en otras partes, en cada etapa, de un estudio más comprensivo y más profundo de la historia bíblica y post-bíblica del pueblo judío, así como del problema judío.

En particular, el fomento de la difusión de este conocimiento mediante publicaciones adaptadas a todas las clases de personas cristianas.

Asegurar la corrección de lo que se diga en publicaciones cristianas y sobre todo en los manuales educativos que pudiera entrar en conflicto con los principios antes mencionados.

Nuestros esfuerzos comunes están inspirados en el espíritu de las palabras de San Pablo en Romanos XI, 28-29: "Ellos son amados por causa de los padres. Porque los dones y el llamamiento de Dios son irrevocables"

## Consecuencias

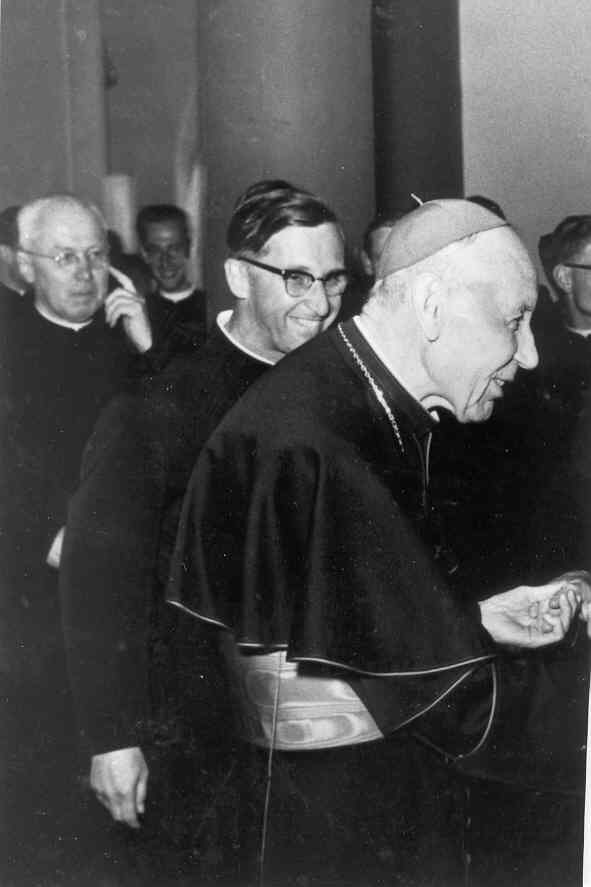
El cardenal Augustin Bea, a quien Juan XXIII encargó el tratamiento del tema de la relación de la Iglesia católica con el judaísmo en el marco del Concilio Vaticano II. Se le acredita influencia decisiva en la confección del documento Nostra aetate que incluye algunas de las reformas más significativas del concilio.

Bajo el pontificado de Juan XXIII las nuevas ideas promovidas por el grupo de Seelisberg reciben un gran impulso. En 1959 el papa decide eliminar la referencia a los "pérfidos judíos" de la liturgia del Viernes Santo y al año siguiente, el 13 de junio de 1960, recibía en audiencia a Jules Isaac que le había enviado un documento con un listado de propuestas que servirían de base para la revisión de las enseñanzas católicas sobre el judaísmo y los judíos. En septiembre de ese mismo año el papa encargaba al cardenal Augustin Bea, jesuita alemán, la preparación de un documento para su discusión en el Concilio Vaticano II que acababa de convocar.
Sin embargo el documento que redactó el cardenal Bea por encargo de Juan XXIII fue rechazado en vísperas del Concilio por su Comisión Central, y también fue excluido de la propuesta sobre ecumenismo, a pesar de que contaba con el apoyo del papa, a causa de la oposición de algunos obispos, especialmente los de Oriente Medio que temían que provocara represalias contra las minorías cristianas de los Estados árabes. En el verano de 1964 el cardenal Bea hizo un último intento y propuso incluirlo como un apartado de un nuevo documento sobre las relaciones del catolicismo con las religiones no cristianas, pero tuvo que aceptar que la redacción definitiva corriera a cargo de la Comisión Central, presidida por el secretario de Estado de la Santa Sede Cicognani. Así cuando en septiembre de 1964 se presentó el nuevo texto, se pudo comprobar que se encontraba muy alejado del documento de Bea.
Se inició entonces un duro debate en el que el secretario Cicognani logró imponer su tesis de que se eliminara la alusión al judaísmo del documento sobre las relaciones con las religiones no cristianas (al parecer, un grupo de obispos españoles celebró su supresión con champán). Pero la noticia fue filtrada al diario francés Le Monde, lo que provocó que quince obispos enviaran una carta de protesta al nuevo papa Pablo VI, quien decidió intervenir. Así el documento original del cardenal Bea —que recogía las propuestas de la conferencia de Seelisberg— fue presentado a la asamblea del Concilio y aprobado el 18 de noviembre de 1964 con 1.651 votos a favor, 99 en contra y 242 peticiones de enmienda. Dada la gran cantidad de enmiendas presentadas el papa le pidió al cardenal Bea que las tuviera en cuenta y reelaborara el documento, que fue el que finalmente se incorporó a la declaración Nostra Aetate, aprobada el 28 de octubre de 1965 con 2.221 votos afirmativos y 88 negativos.